# Oberndorf an der Melk
Oberndorf an der Melk ist eine österreichische Marktgemeinde mit 3015 Einwohnern (Stand 1. Jänner 2025) am Fluss Melk im Bezirk Scheibbs in Niederösterreich.

## Geografie

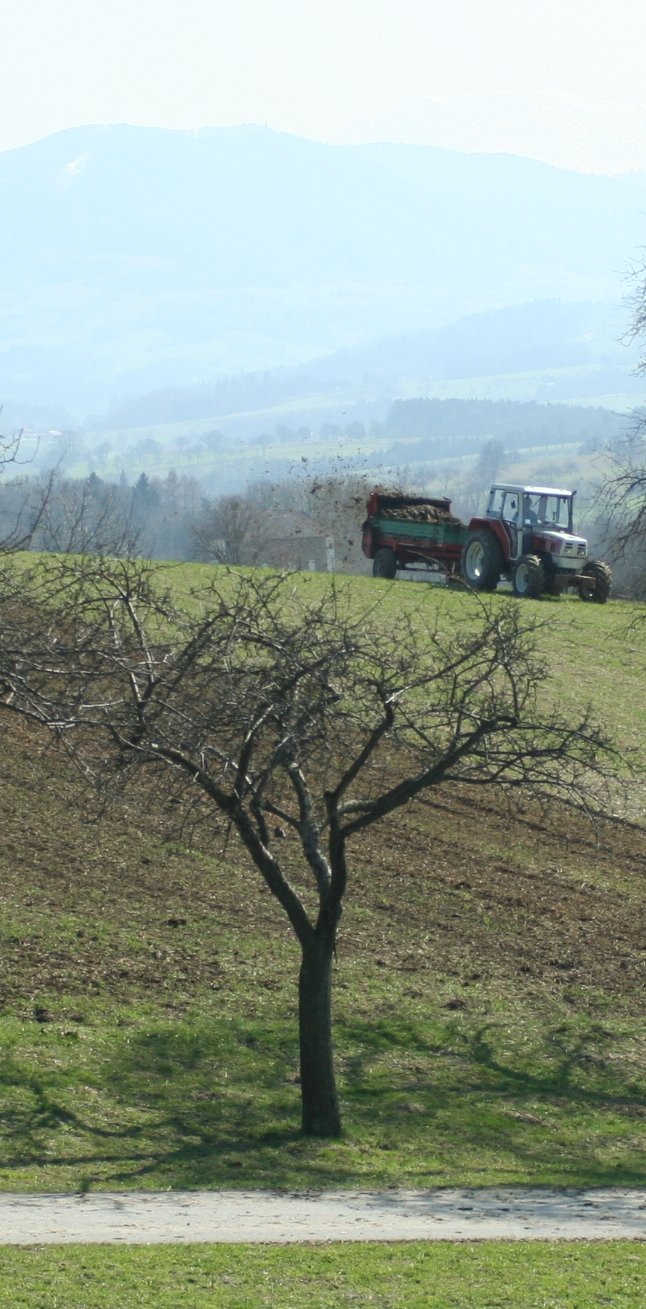
Landwirtschaft in Oberndorf

Oberndorf an der Melk liegt im Mostviertel.
Die Fläche der Marktgemeinde umfasst 42,84 Quadratkilometer. Davon sind 78 Prozent landwirtschaftliche Nutzfläche und 16 Prozent sind bewaldet. Der tiefste Punkt der Gemeinde liegt 260 Meter über der Adria. Hier verlässt die Melk das Gemeindegebiet bei Pledichen. Der höchste Punkt ist der Schweinzberg im Südosten mit 610 Meter.

### Klima
|                        | Jan  | Feb  | Mär | Apr  | Mai  | Jun  | Jul  | Aug  | Sep  | Okt  | Nov | Dez  |   |      |
| Mittl. Temperatur (°C) | −1,3 | −0,2 | 4,0 | 8,7  | 14,0 | 17,1 | 19,1 | 18,4 | 13,7 | 8,7  | 3,7 | −0,3 | ⌀ | 8,8  |
| Mittl. Tagesmax. (°C)  | 2,0  | 4,1  | 9,3 | 15,0 | 20,2 | 22,7 | 25,2 | 24,7 | 19,7 | 14,0 | 7,1 | 2,7  | ⌀ | 13,9 |
| Mittl. Tagesmin. (°C)  | −4,3 | −3,6 | 0,1 | 3,2  | 7,8  | 11,3 | 13,1 | 12,9 | 9,3  | 4,9  | 1,0 | −3,0 | ⌀ | 4,4  |
|                        |      |      |     |      |      |      |      |      |      |      |     |      |   |      |
| Niederschlag (mm)      | 53   | 47   | 70  | 58   | 89   | 108  | 112  | 102  | 84   | 54   | 61  | 60   | Σ | 898  |

| −4,3 |

| −3,6 |

| 0,1 |

| 3,2 |

| 7,8 |

| 11,3 |

| 13,1 |

| 12,9 |

| 9,3 |

| 4,9 |

| 1,0 |

| −3,0 |

| −4,3 |

| −3,6 |

| 0,1 |

| 3,2 |

| 7,8 |

| 11,3 |

| 13,1 |

| 12,9 |

| 9,3 |

| 4,9 |

| 1,0 |

| −3,0 |

### Gemeindegliederung
Das Gemeindegebiet umfasste bis 2020 folgende 50 Ortschaften. Seit 2020 besteht die Gemeinde nur noch aus einer Ortschaft:
- Altenmarkt
- Bach
- Baumbach
- Diendorf
- Dörfl
- Dürrockert
- Eck
- Edlach
- Ganz
- Gries
- Grub
- Gstetten
- Hameth
- Hasenberg
- Holzwies
- Koppendorf
- Lehen
- Lingheim
- Listberg
- Maierhof
- Melk
- Oberdörfl
- Oberhub
- Oberndorf an der Melk
- Oberschweinz
- Ofenbach
- Perwarth
- Pfoisau
- Pledichen
- Reitl
- Rinn
- Schachau
- Scheibenbach
- Scheibenberg
- Steg
- Straß
- Strauchen
- Sulzbach
- Unterdörfl
- Unterhub
- Unterschweinz
- Waasen
- Weg
- Weissee
- Wiedenhof
- Wies
- Wildengraben
- Wildenmaierhof
- Zehethof
- Zimmerau

Die Gemeinde besteht aus den Katastralgemeinden Gries, Hub, Lehen bei Oberndorf, Oberndorf an der Melk, Schachau und Waasen.

### Nachbargemeinden
| Wieselburg-Land         | St. Leonhard am Forst (Bezirk Melk)         | Kirnberg an der Mank (Bezirk Melk) |
| Purgstall an der Erlauf | Kompassrose, die auf Nachbargemeinden zeigt |                                    |
| Scheibbs                | St. Georgen an der Leys                     | Texingtal (Bezirk Melk)            |

## Geschichte
Im Altertum war das Gebiet Teil der Provinz Noricum. Eine römische Ansiedlung lässt sich durch Funde aus dem 1.–4. Jahrhundert n. Chr. belegen.
Der Ort Oberndorf entstand wohl unter der Herrschaft der Grafen von Peilstein. Der Name Oberndorf wird urkundlich erstmals 1167/8 im Zusammenhang mit einem Ritter Meinhard von Oberndorf erwähnt. Die nächste urkundliche Erwähnung stammt aus dem Jahre 1200, als ein Pfarrer Ulrich (Pleban Volricus) genannt wird. Um 1200 fand auch die Gründung einer Burg durch die Ritter von Schönleiten statt, das Erdwerk der Burg in der Rotte Lehen-Keller ist noch erhalten. Im 12. Jahrhundert war die Kirche in Oberndorf Filiale und Ende des 12. Jahrhunderts Vikariat der Pfarre Ruprechtshofen.  Mitte des 13. Jahrhunderts wird Oberndorf als Lehenspfarre der Grafen von Plain-Hardegg, den Nachfolgern der Peilsteiner, genannt. 1332 gelangte der Marktort durch Teilkäufe und Stiftungen an die Kartause Gaming, die Pfarre war dieser ab 1334 inkorporiert.  Die spätgotische Ortskirche wurde 1630 bis 1645 barockisiert. Die Kartause Gaming wurde am 27. Jänner 1782 durch ein Dekret von Kaiser Joseph II. aufgehoben und Oberndorf wurde in der Folge Sitz einer selbstständigen Pfarrei.
Die heutige politische Gemeinde entstand nach der Revolution von 1848/49 mit der darauf folgenden Gemeindebildung im Jahr 1850. Am 1. Jänner 1966 wurde die Gemeinde Griesdorf bei Oberndorf zu Oberndorf an der Melk eingemeindet.
Am 1. Jänner 1971 wurden die ehemals selbständigen Gemeinden Hub, Lehen bei Oberndorf, Schachau und Waasen nach Oberndorf an der Melk eingemeindet.
Der Gemeinde Oberndorf an der Melk wurde 1962 von der Landesregierung ein Marktwappen verliehen. Die vordere (heraldisch rechte) Hälfte in schwarz zeigt einen aufrechten, rechtsgekehrten silbernen Panther (bezieht sich auf das  Peilsteiner Adelsgeschlecht), die hintere (heraldisch linke) Hälfte in rot mit einem silbernen Balken (bezieht sich auf die Babenberger als Landesfürsten).

### Einwohnerentwicklung
| Oberndorf an der Melk: Einwohnerzahlen von 1869 bis 2024 | Oberndorf an der Melk: Einwohnerzahlen von 1869 bis 2024 | Oberndorf an der Melk: Einwohnerzahlen von 1869 bis 2024 | Oberndorf an der Melk: Einwohnerzahlen von 1869 bis 2024 | Oberndorf an der Melk: Einwohnerzahlen von 1869 bis 2024 |
| -------------------------------------------------------- | -------------------------------------------------------- | -------------------------------------------------------- | -------------------------------------------------------- | -------------------------------------------------------- |
| Jahr                                                     |                                                          |                                                          |                                                          | Einwohner                                                |
| 1869                                                     | 1869                                                     |                                                          | 2.216                                                    | 2.216                                                    |
| 1880                                                     | 1880                                                     |                                                          | 2.301                                                    | 2.301                                                    |
| 1890                                                     | 1890                                                     |                                                          | 2.296                                                    | 2.296                                                    |
| 1900                                                     | 1900                                                     |                                                          | 2.415                                                    | 2.415                                                    |
| 1910                                                     | 1910                                                     |                                                          | 2.541                                                    | 2.541                                                    |
| 1923                                                     | 1923                                                     |                                                          | 2.553                                                    | 2.553                                                    |
| 1934                                                     | 1934                                                     |                                                          | 2.634                                                    | 2.634                                                    |
| 1939                                                     | 1939                                                     |                                                          | 2.561                                                    | 2.561                                                    |
| 1951                                                     | 1951                                                     |                                                          | 2.520                                                    | 2.520                                                    |
| 1961                                                     | 1961                                                     |                                                          | 2.500                                                    | 2.500                                                    |
| 1971                                                     | 1971                                                     |                                                          | 2.750                                                    | 2.750                                                    |
| 1981                                                     | 1981                                                     |                                                          | 2.811                                                    | 2.811                                                    |
| 1991                                                     | 1991                                                     |                                                          | 2.853                                                    | 2.853                                                    |
| 2001                                                     | 2001                                                     |                                                          | 2.937                                                    | 2.937                                                    |
| 2011                                                     | 2011                                                     |                                                          | 2.974                                                    | 2.974                                                    |
| 2021                                                     | 2021                                                     |                                                          | 2.995                                                    | 2.995                                                    |
| 2024                                                     | 2024                                                     |                                                          | 2.977                                                    | 2.977                                                    |
| Quelle(n): Statistik Austria, Gebietsstand 1.1.2021      |                                                          |                                                          |                                                          |                                                          |

## Kultur und Sehenswürdigkeiten

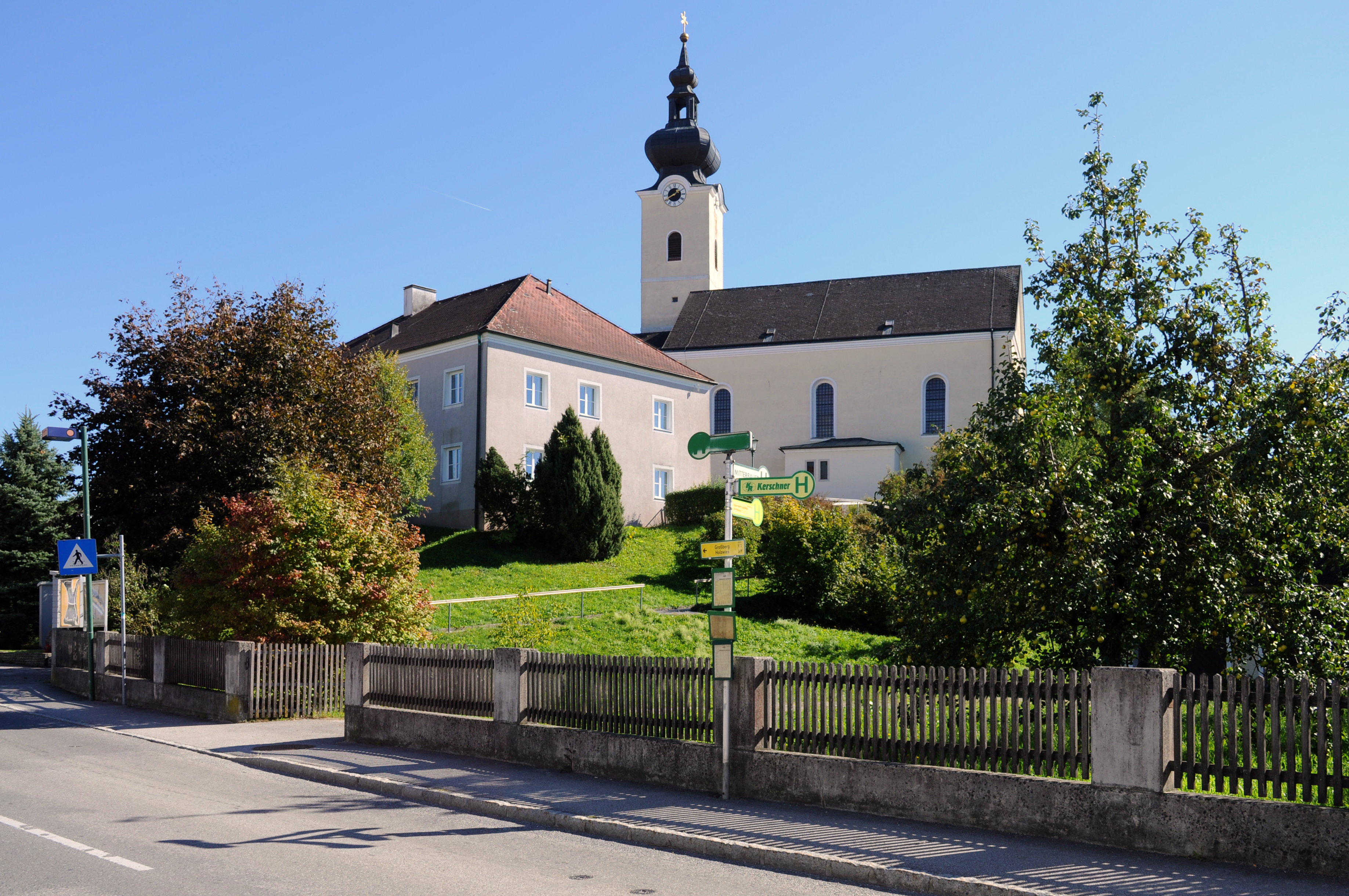
Pfarrkirche Oberndorf an der Melk

- Katholische Pfarrkirche Oberndorf an der Melk Hll. Ägidius und Thomas: 1630 bis 1645 barockisiert; auf den ursprünglich spätgotischen Kirchenbau weisen noch der Kirchturm und der Chor; die Einrichtung ist teils aus dem 17. und 18. Jahrhundert.
- Weichberger-Stammhaus
- Pfoisau-Kogel: Unweit von Oberndorf befindet sich in der Rotte Pfoisau der sogenannte Pfoisau-Kogel, ein Erdwerk. Im Mittelalter stand dort eine Burg (1258 urk. genannt), 1423 entstand dort eine Kapelle, später wurde daraus eine Kirche mit Friedhof, die es bis zum Josephinismus gab. Um 1900 fand man auf dem Feld beim Ackern einen Kelch, der heute in St. Pölten ausgestellt wird.

## Wirtschaft und Infrastruktur
Nichtlandwirtschaftliche Arbeitsstätten gab es im Jahr 2001 88, land- und forstwirtschaftliche Betriebe nach der Erhebung 1999 262. Die Zahl der Erwerbstätigen am Wohnort betrug nach der Volkszählung 2001 1400. Die Erwerbsquote lag 2001 bei 48,62 Prozent.
- Die Supermarktkette Unimarkt hat hier eine Filiale.

### Bildung
- Kindergarten
- Kreativ-Volksschule Oberndorf
- Neue NÖ Mittelschule Oberndorf an der Melk
- Öffentliche Bücherei

### Sport
- Regionale Wander-, Reit- und Radwege
- Tennisplatz
- Sportzentrum inklusive Hallenbad, Sauna und Infrarot-Kabine
- UTTC Raiffeisen Oberndorf/Melk, erfolgreicher Tischtennisverein
- Beachvolleyballplatz des Beach & Fun Oberndorfs
- SV Reifen Weichberger Oberndorf
- HC Dürrhäusl

## Politik

### Gemeinderat
Der Gemeinderat hat 21 Mitglieder.
- Mit den Gemeinderatswahlen in Niederösterreich 1990 hatte der Gemeinderat folgende Verteilung: 17 ÖVP, 2 SPÖ, 1 Liste Umweltaktiv und 1 FPÖ.
- Mit den Gemeinderatswahlen in Niederösterreich 1995 hatte der Gemeinderat folgende Verteilung: 16 ÖVP, 2 SPÖ, 2 FPÖ und 1 Liste Umweltaktiv.[7]
- Mit den Gemeinderatswahlen in Niederösterreich 2000 hatte der Gemeinderat folgende Verteilung: 15 ÖVP, 3 SPÖ und 3 FPÖ.[8]
- Mit den Gemeinderatswahlen in Niederösterreich 2005 hatte der Gemeinderat folgende Verteilung: 16 ÖVP, 4 SPÖ und 1 FPÖ.[9]
- Mit den Gemeinderatswahlen in Niederösterreich 2010 hatte der Gemeinderat folgende Verteilung: 16 ÖVP, 4 SPÖ und 1 FPÖ.[10]
- Mit den Gemeinderatswahlen in Niederösterreich 2015 hatte der Gemeinderat folgende Verteilung: 15 ÖVP, 4 SPÖ und 2 FPÖ.[11]
- Mit den Gemeinderatswahlen in Niederösterreich 2020 hat der Gemeinderat folgende Verteilung: 16 ÖVP, 4 SPÖ und 1 FPÖ.[12]
- Mit den Gemeinderatswahlen in Niederösterreich 2025 hat der Gemeinderat folgende Verteilung: 13 ÖVP, 5 SPÖ und 3 FPÖ.[13][14]

### Bürgermeister
- bis 2005 Hans Ornezeder (ÖVP)
- 2005–2018 Franz Sturmlechner (ÖVP)
- ab 2018 Walter Seiberl (ÖVP)[15]

## Persönlichkeiten

### Söhne und Töchter der Gemeinde
- Heinrich Frauberger (1845–1920), Kunsthistoriker
- Karl Foitek (1931–2019), österreichisch-schweizerischer Automobilrennfahrer und Unternehmer
- Patrick Puchegger (* 1995), Fußballspieler